# Callophrys turkingtoni
Callophrys turkingtoni är en fjärilsart som beskrevs av Johnson 1976. Callophrys turkingtoni ingår i släktet Callophrys och familjen juvelvingar. Inga underarter finns listade i Catalogue of Life.